# اسریه
اسریه (به عربی: إسریة) یک روستا در سوریه است که در ناحیه سعن واقع شده‌است. اسریه ۲٬۱۱۸ نفر جمعیت دارد.